# Barjas
Barjas is een gemeente in de comarca El Bierzo van de Spaanse provincie León in de autonome regio Castilië en León met een oppervlakte van 62,66 km². Barjas telt 198 inwoners (1 januari 2016).

## Demografische ontwikkeling
Bron: INE, 1857-2011: volkstellingen